# Терехово (станція метро)
55°44′57″ пн. ш. 37°27′38″ сх. д. / 55.74917° пн. ш. 37.46056° сх. д.
«Терехово» (рос. Терехово) — станція Великої кільцевої лінії Московського метрополітену. Розташовано у районі Хорошево-Мньовники (ПЗАО) поблизу села Терехове, по якій і отримала назву. Відкриття відбулося 7 грудня 2021 року у складі дільниці «Мньовники»— «Каховська»
.

## Конструкція
Колонна трипрогінна мілкого закладення (глибина закладення — 22.5 м) з двома береговими платформами.

## Колійний розвиток
Станція без колійного розвитку.

## Оздоблення
Станція знаходиться у районі нової забудови, її павільйони мають бути видні і впізнавані здалеку у відкритому просторі. Вони мають прості форми, високі портали з буквою «М» що світиться та служать вертикальними орієнтирами. Матеріал стін — шліфований бетон з прозорим покриттям — однаковий для зовнішньої і внутрішньої обробки павільйону.
Переходи виконані у загальній класичній стилістиці з використанням мінімуму деталей і великої кількості світла від великих круглих світильників. Для оздоблення стін використовується мікроцемент, матеріал підлоги — гранітні плити 1×1 м з дрібноформатною рискою. Цей тип покриття передбачається до використання і в інших функціональних зонах.
Простір касового залу відрізняється від переходів згладженими лініями стін і прорізів. Оздоблення ребристих колон — декоративний дрібнотекстурованний бетон.
Під одним навісом об'єднані сходи і ліфтовий блок. У нішах платформових стін є лавочки, а продовжена до ліфта плита покрівлі формує комфортну зону очікування. Павільйони виконані у монолітному бетоні. Внутрішні поверхні оздоблені панелями з червоного бетону, формуючи на контрасті з лаконічним зовнішнім виглядом емоційно теплий інтер'єрний простір.
Формування образу станції знаходить своє максимальне вираження у зовнішньому вигляді платформ. Короб над коліями покрито сталевими полірованими листами, що підсвічується уздовж всієї довжини світлодіодними стрічками і розсіює відбите світло на платформи. Візуальні межі підлоги, стін і стелі максимально стерті за рахунок використання подібних матеріалів, поверхні м'яко перетікають одна в одну. Простір світлий та вільний.